# Conus amphiurgus
Conus amphiurgus е вид охлюв от семейство Conidae. Видът не е застрашен от изчезване.

## Разпространение и местообитание
Разпространен е в Мексико (Веракрус, Кампече, Табаско, Тамаулипас и Юкатан) и САЩ (Алабама, Джорджия, Луизиана, Северна Каролина, Тексас, Флорида и Южна Каролина).
Обитава крайбрежията и пясъчните дъна на морета и заливи. Среща се на дълбочина от 25,5 до 119 m, при температура на водата от 20,4 до 25,4 °C и соленост 36,1 – 36,5 ‰.